# Edmond Bonnet
 (décembre 2023).
Si vous disposez d'ouvrages ou d'articles de référence ou si vous connaissez des sites web de qualité traitant du thème abordé ici, merci de compléter l'article en donnant les références utiles à sa vérifiabilité et en les liant à la section « Notes et références ».
Edmond Jean-Jacques Bonnet, né le 8 avril 1848 à Beaune (Côte-d'Or) et décédé le 3 octobre 1922 à Paris est un médecin, botaniste, entomologiste, paléontologue, historien des sciences français.

## Biographie
Après des études de droit, puis de médecine à Dijon puis à Paris, Edmond Bonnet obtient le titre de docteur à la faculté de médecine en 1876. Il devient préparateur de la chaire de botanique du Muséum d'histoire naturelle sous l'égide du professeur Bureau en 1877.
Il participe, en 1883, à la commission chargée d’étudier l’histoire naturelle de la Tunisie, dont le protectorat français venait d’être établi, sous la direction d'Ernest Cosson et à laquelle participent Paul-Napoléon Doumet-Adanson (1834-1897), Victor Constant Reboud (1821-1889) et Aristide-Horace Letourneux (1820-1890). En 1888, il participe à celle du Sud oranais.
Il est vice-secrétaire de la Société botanique de France. Il est assistant au Muséum de Lyon en 1906.  Il prend sa retraite en 1914.

## Œuvres
- E. Bonnet et A. Finot (d), Catalogue raisonné des orthoptères de la régence de Tunis, 1885.
- Künckel d'Herculais M.-J. et Bonnet Edmond, 1914. Jubilé de M. Edmond Bonnet, 28 mai 1914. Mâcon, impr. de Protat frères, 18 p.
- Notes sur quelques plantes rares ou critiques des environs de Paris, 1880.
- Essai d'une monographie des canellées. Paris, impr. de Parent,1876, 62 p.
- Note sur les Ephedra de la flore française, Bulletin de la Société botanique de France, XXIV, 1877, 116-123.
- De la Disjonction des sexes dans l'Evonymus europoaeus L., Bulletin de la Société botanique de France, XXV : 169-171, 1878
- Notice sur la vie et les travaux de M. Edouard Spach, conservateur de l'herbier du Muséum d'histoire naturelle. Le Naturaliste, Saint-Ouen, impr. de J. Boyer, 1879, 7 p.
- Histoire du gui, Le Naturaliste, Saint-Ouen, impr. de J. Boyer, 1879, 14 p.
- Notes sur quelques plantes du midi de la France, Bulletin de la Société botanique de France XXV : 205-210, 1879.
- Revue des plantes nouvelles pour la flore française, Le Naturaliste 1879-1880, 1880.
- Note sur une anomalie de Leucanthemum vulgare Lamk., avec J. Cardot, Bulletin de la Société botanique de France, XXVIII : 196-197, 1881.
- Petite Flore parisienne, contenant la description des familles, genres, espèces et variétés de toutes les plantes spontanées ou cultivées en grand dans la région parisienne... augmentée d'un vocabulaire des termes de botanique et d'un memento des herborisations parisiennes. Paris, F. Savy, 1883, XII-527 p.
- Catalogue raisonné des orthoptères de la régence de Tunis, avec Ad. Finot, Mâcon, impr. de Protat frères, 1885, 18 p.
- Les Médecins indigènes du sud de la Tunisie, Journal d'histoire naturelle de Bordeaux et du Sud-Ouest, 1885, 15 p.
- Notes sur quelques plantes du Sud-Ouest, avec J.-A. Richter, Journal d'histoire naturelle de Bordeaux et du Sud-Ouest, 1885, 15 p.
- Documents pour servir à l'histoire de la botanique dans la région lyonnaise (par A. de Jussieu et le P. Barrelier, publiés). Lyon, Association typographique, 1888, 11 p.
- Florule de Dar-el-Beïda (Maroc), Naturaliste, 1889.
- Nouveaux Documents relatifs à l'ambassade d'Éthiopie. Lettres de Lenoir Du Roule et d'Augustin Lippi, ca 1893, 437-447.
- avec G. Barratte, Exploration scientifique de la Tunisie. Illustrations des espèces nouvelles, rares ou critiques de phanérogammes de la Tunisie, Planches VI-XX dessinées d'après nature par Mme B. Heinrincq et M. Ch. Cuisin.  Paris, Impr. nationale, 1895, 15 pl.
- Note sur la relation manuscrite d'un voyage en Éthiopie, offerte par Ch. Poncet au pape Clément XI. Bulletin de géographie historique et descriptive, 1885, 8 p.
- Catalogue raisonné des plantes vasculaires de la Tunisie. (Co-écrit avec Barratte, Gustave). Imprimerie Nationale, Paris, 1896. Texte disponible en ligne sur LillOnum.
- Plantes antiques des nécropoles d'Antinoë. Annales du Musée Guimet, XXX : 153-159, 1903.
- Titres et travaux scientifiques de M. Edm. Bonnet. Paris, Impr. de J. Mersch, 1904, 15 p.
- Étude sur deux manuscrits médico-botanique exécutés en Italie aux XIVe et XVe siècles
- Plantes antiques des nécropoles d'Antinoë
- Nouveaux documents relatifs à l'ambassade d'Éthiopie, lettres de Lenoir Du Roule et d'Augustin Lippi.
- Essai d'une bio-bibliographie botanique de la Corse, Association française pour l'avancement des sciences, 1902.